# Pascal Amanfo
Pascal Amanfo est un réalisateur nigérian, travaillant principalement pour l'industrie cinématographique ghanéenne.

## Biographie
Amanfo est originaire du quartier d'Awomanma de la ville d'Owerri. Sa mère est de la tribu Esan de l'État d'Edo.

### Carrière
Dans une interview en 2014 à The Delay Show (en), Amanfo confie « ceci est le rêve de tout réalisateur » parlant de l'acteur lauréat d'un prix AMAA Adjetey Anang (en).
En 2014, il a été considéré comme l'un des meilleurs réalisateurs nigérians par Pulse.
Dans une interview en 2014 avec le journal nigérian Vanguard, l'actrice de Nollywood Sharon Francis a décrit Amanfo comme un mentor, qui mérite des éloges pour sa tutelle dans sa quête de célébrité. 
L'actrice ghanéenne, Yvonne Nelson, s'exprimant sur sa découverte par Amanfo en déclarant qu'il était « l'un des meilleurs réalisateurs du Ghana » et qu'il avait le moyen de rendre les situations moins difficiles pour les membres de l'équipe sur le plateau.
En 2011, Amanfo a réalisé Single Six, avec Yvonne Okoro et John Dumelo.
Amanfo a fait sensation en 2013 lors de ses débuts dans Boko Haram. Le film a ensuite été restreint par les autorités ghanéennes et a été un flop[style à revoir] au Nigeria.
En 2014, Amanfo a publié une bande-annonce pour Purple Rose en mettant en vedette Nse Ikpe Etim. Le film tourne autour de la vie d'une journaliste curieuse.
En 2015, BellaNaija a décrit If Tomorrow Never Comes d'Amanda comme un effort décent par rapport à son film précédent. Il a fait l'éloge de la cinématographie, des effets visuels et du son utilisés dans le film.

### Vie privée
Amanfo est un chrétien pratiquant. En 2015, il a révélé qu'il se concentrera sur une vie qui plaira à Dieu. Il a été séparé de sa femme pendant quelques mois avant de se réconcilier puis d'obtenir un parrain pour le renouvellement de son vœu,.

## Filmographie
- 2008 : Femme de ménage
- 2009 : Mon dernier mariage
- 2012 : Célibataire et marié (en)
- 2013 : Boko Haram
- 2013 : House of Gold

## Prix et reconnaissances

### Ghana Movie Awards
- 2011 : Meilleur réalisateur (Bed of Roses) - nomination[14],[15]
- 2012 : Meilleur réalisateur (Célibataire et marié) - gagné[16],[17]
- 2013 : Meilleure écriture (House of Gold) - nomination[18],[19],[20]

### Golden Icons Academy Movie Awards
- 2012 : Meilleur scénario original (Single Six) - nomination
- 2012 : Meilleur réalisateur (choix des téléspectateurs) - nomination
- 2013 : Meilleur réalisateur (House of Gold) - nomination

### Prix Africa Magic Viewers Choice
- 2014 : Meilleur écrivain ( célibataire et marié ) - nomination